# جولین رانکول
جولین رانکول (انگلیسی: Julien Rancoule؛ زادهٔ ۳۱ ژوئیهٔ ۱۹۹۳) سیاستمدار اهل فرانسه و عضو مجمع ملی فرانسه از حوزه انتخابیه سوم اود است.